# Велике разводне планине
Велике разводне планине (енгл. Great Dividing Range) су планински ланац на истоку Аустралије, уз саму обалу Пацифичког океана. Пружају се правцем север-југ на дужини од 3.000 километара. Највиши врх је на висини од 2.228 метара — Кошћушко.
Велики разводни ланац се протеже од острва Дауан у мореузу Торез код северног врха полуострва Кејп Јорк, протеже се целом дужином источне обале кроз Квинсленд и Нови Јужни Велс, а затим скреће на запад преко Викторије пре него што коначно нестаје у равници Вимера као валовита западно од региона Грампијанс. Ширина опсега варира од око 160 km до преко 300 km. Подручје Великих плавих планина, прашуме Гондване и влажни тропски предели Квинсленда, који су део светске баштине, налазе се у ланцу. Највише место у Аустралији, планина Кошћушко од 2228 m, налази се у делу Снежних планина јужног Великог разводног ланца.

## Географија
Разделни ланац се не састоји од једног континуираног планинског ланца, већ је комбиновани комплекс (кордиљера) планинских венаца, висоравни, брдовитих планинских области и стрмина са древном и сложеном геолошком историјом. Назив физиографске поделе за копнену масу је Источни Аустралијски Кордиљери. На појединим местима терен је релативно раван, састоји се од веома ниских брда. Обично се брдско подручје креће од 300 до 1.600 m у висину. Планине и висоравни, који се састоје од кречњака, пешчара, кварцита, шкриљаца и доломита, настали су процесима раседа и набора.
Планински систем почиње од полуострва Јорк у Квинсленду и пружају се преко Новог Јужног Велса и Викторије, на чијем се западу и завршавају. Може се издвојити неколико засебних целина које се истичу својим висинама —  (1.615 м), Плаве планине (1.180 м), Снежне планине, Аустралијски Алпи и друге. Новоенглеске и Плаве су испресецане дубоким кањонима, а Снежне обилују бројним пећинама. 
Клима ових простора је планинска на већим висинама, са утицајем суптропске, тропске и умерене климе у подножјима. Температуре се крећу у распону од 10-25 °C, у зависности од висине и географске ширине, а падавине такође варирају у погледу истих фактора. Бројне реке извиру у побрђу великих разводних планина, као што су, Фицрој, Дарлинг, Марумбиџи и Мареј. Биљни и животињски свет је разноврстан, а због изузетног значаја и природних лепота овде је формирано око 35 националних паркова.
Као емпиријска закономерност, реке источно/југоисточно од Разделног ланца се уливају директно на истоку у јужни Пацифик и Тасманово море, или јужно у Басов пролаз. Реке западно од разделног ланца отичу у различитим западним правцима према географским ширинама: басен Мари—Дарлинг у југоисточној Аустралији (Дарлинг Даунс/источни југозападни Квинсленд, западни/централни Нови Јужни Велс, северна Викторија и регион Марилендс/Риверленд на југоистоку Јужна Аустралија) сливају се према југозападу у Велики аустралијски залив преко обалног језера Александрина; источна половина басена језера Ер у источној централној Аустралији (системи Купер Крик и река  Ворбертон у централном/западном југозападном Квинсленду и источном крајњем северу Јужне Аустралије) сливају се према југозападу у ендорејско језеро Кати Танда–Ер; бројне реке западног полуострва Кејп Јорк у североисточној Аустралији (северни/крајњи север Квинсленда) отичу ка западу или северозападу директно у залив Карпентарија.

## Клима
Оштар успон између приморских низија и источних висоравни утиче на климу Аустралије, углавном због орографских падавина, а ове области највишег рељефа откриле су импресивну земљу клисура. Подручја источно од планинског ланца у јужном НЈВ обично доживљавају Фенов ефекат, што је сув ветар који потиче из Великог разводног ланца који нагло подиже температуру ваздуха у заветрини тог планинског ланца и смањује влагу у атмосфери. Овај сув ветар, који повећава опасност од пожара у топлим месецима, настаје због делимичне орографске опструкције релативно влажног ниског ваздуха и спуштања сувљег горњег ваздуха у заветрини планина. Сувљи ваздух се тада више загрева због адијабатске компресије док се спушта низ заветрине, формирајући кишну сенку.
У хладној сезони, Велики разводни ланац штити већи део југоистока (тј. Сиднеј, Централна обала, долина Хантер, Илавара, Престоничка територијаАЦТ, Монаро и Јужна обала) од југозападних поларних удара који потичу са Јужног океана, који доносе ледену кишу, суснежицу и снежне падавине на узветринској страни венаца, као што су региони Централних равница, Југозападних падина и Снежних планина. Сви они имају влажније зиме. Будући да се налазе на изложеној западној ивици Великог разводног ланца, места као што су Круквел, Брајт, Канкобан, Миртлфорд, Батлоу, Тумут и она у Западном Гипсленду (наиме долина Латроб и Вилсонов рт) добијају значајне падавине зими и стога су уз ветар; док су Кума, Голберн, Омео, Баурал, Бомбала, Нимитабел и Канбера на источној ивици Великог разводног ланца релативно топлији и сувљи, посебно у хладној сезони, што их чини на заветринском страном, поред тога што су заштићени од како источних токова, тако и западних фронталних система због њиховог положаја у сендвичу.
Штавише, Оберон, Делегејт, Литгоу, Шутерс Хил и Сани Корнер су на врху венаца и тако су изложени из свих праваца, те отуда и њихове равномерно распоређене падавине. Главна скијалишта у Новом Јужном Велсу, као што су Тредбо Вилиџ, Перишер и Шарлот Пас, леже прелазно између низветарске и заветринске стране (први град је више низветарски, а други више заветрински). Иако примају знатне падавине са врха венаца, недостаје им постојана облачност која карактерише заиста ветровите локације на западној страни, као што су; Кабрамура, Кијандра, планина Балер, Фалс Крик, планина  Хотам и планина Бафало.

### Падавине
У областима низ ветар, падавине претежно потичу из Тасманово мора на истоку, пошто Велики разводни ланац блокира западне хладне фронтове из Јужног океана (који имају тенденцију да стигну између зиме и раног пролећа). Због тога су зиме у заветринским зонама сушније (због феновог ефекта), а лета су релативно влажна. Када је реч о заветринским областима, мало или нимало падавина се добија од Тасмансовог мора на истоку због великих удаљености и Великог разводног ланца; уместо тога, падавине потичу из Јужног Индијског океана и Јужног океана, напредујући ка истоку или североистоку преко Викторије. Зиме у областима са ветром су углавном влажне, а лета обично (релативно) сува. Прелазна подручја могу бити изложена и западним фронтовима и источним токовима, где имају прилично уједначене падавине.

## Геологија
Велике разводне планине изграђене су од пешчара, шкриљаца, кварцита и магматских стена. Најјаче су издигнуте за време карбона и перма, пре око 350 милиона година. Источне стране су стрме са бројним клифовима, а западне су ниже и блаже. Као што им и само име каже, планине представљају развође између Индијског океана и унутрашњег дела Аустралије. По изгледу, грађи и рудном богатству, веома су сличне Уралу. Просечна надморска висина венца је 1.500-2.000 метара

## Становништво и привреда
Велике разводне планине су у прошлости насељавала бројна племена аустралијских староседелаца, која су се до данас задржала. Најсевернији град је Мортон у Квинсленду, а ка југу се пружају још значајнији Форсајт, Тувумба, Ворик, главни град Аустралије — Канбера и др. У подножјима су се развили најважнији центри попут Бризбејна, Сиднеја, Мелбурна и осталих. Привреда је добро развијена, са бројим налазиштима — опал (Лајтнинг Риџ и Вајт Клифс), нафта и гас (Дарлинг Даунз), сребро (Тасманија), угаљ (Плаве планине), гвожђе (Ајрон Рејнџ), олово-цинк (Тасманија и Аустралијски Алпи), затим манган, боксит, уран и др. Хидроенергетски потенцијал је искоришћен у сливу река Мареј и Дарлинг.

## Статус
Године 2009. као део Q150 прославе, Велики разводни ланац је представљен као једна од Q150 икона Квинсленда због своје улоге „локације”.